# Claus Berggren
Claus Kai Berggren (1. juli 1951 Nørrebro i København – 9. januar 2002 Herstedvester) var en dansk morder.
Han idømtes 10. marts 1977 af et enigt nævningeting ved Vestre Landsret livsvarigt fængsel for to mord:
På den otteårige Conny Jacobsen i bunden af opgangen Fensmarksgade 41 på Nørrebro i København 18. august 1971. Og på den 15-årige Connie Lund Koue i en vaskekælder på Skelvangsvej 97-103 i Randers 20. april 1976. Connie blev fundet i live, men afgik ved døden på hospitalet samme dag. Begge ofre blev dræbt med adskillige knivstik i brystkassen og de fik begge halsen skåret over.
Mordene blev begået i nabolagene til Claus Berggrens respektive bopæle. Efter det sidste drab blev han hurtigt hovedmistænkt, og hans højgravide hustru lod sig skille fra ham. Efter første ransagning af parrets lejlighed på Skelvangsvej blev Berggren varetægtsfængslet i to uger for tyveri, men ved en senere minutiøs ransagning fandt man både hans blodplettede tøj og gerningsvåbnet gemt i soklerne på to skabe. Efter nogle dages forhør indrømmede han det første drab, men den usikre og stammende Berggren havde svært ved at forklare et motiv. Noget gik galt i hans barndom. Selv om han voksede op som forkælet enebarn, havde han et anstrengt forhold til sin far, men blev til gengæld stærkt beskyttet af sin mor.
Claus Berggren afsonede 25 år af sin livstidsdom i blandt andre Vridsløselille, Herstedvester og Vestre Fængsel. Han blev i november 1990 betinget benådet og prøveløsladt, men var tilbage i fængsel igen allerede i juli 1991. Claus Berggren blev prøveløsladt igen i 1998, men kunne ikke overholde betingelserne for sin prøveløsladelse.
Han døde 2002 af kræft i bugspytkirtlen i sin celle i Anstalten ved Herstedvester. I nyere tid blev Berggren dermed den første livstidsfange, der faktisk kom til at dø i fængslet, fordi livstidsfanger normalt benådes eller prøveløslades efter 15-17 års afsoning.